# Irène Laure
Irène Laure est une militante socialiste (SFIO), résistante, députée à l'Assemblée nationale Constituante en 1945, qui s’illustre à partir de 1947 à l'invitation du Réarmement moral, puis en Allemagne en 1949, en exprimant son regret d’avoir haï les Allemands au lieu de s'en tenir à combattre l’occupant, et pour présenter une demande de pardon. Elle mène ensuite une longue carrière d’avocate de la paix par le changement d’attitude personnel.

## Biographie

### Enfance
Irène Guelpa-Cichetto naît à Lausanne le 18 septembre 1898. Son père est un entrepreneur d'origine italienne piémontaise, sa mère, Émilie Blanc, est issue d'une famille protestante du canton de Vaud. Irène suit sa famille au fil des chantiers que son père entrepreneur réalise dans les Alpes. Sa conscience sociale naît de l'observation de la condition sociale des ouvriers de l'entreprise paternelle. Laure fait des études d’infirmière et exerce cette profession. Elle sera par la suite administrateur de l'hôpital d'Aubagne.

### Activité politique
Irène Guelpa prend sa carte SFIO à 16 ans à Antibes, où réside alors sa famille. 
Le 21 octobre 1945 est une grande date pour les femmes françaises, puisque c’est le premier vote des femmes dans un scrutin national (référendum et Assemblée constituante). Irène Laure figure en troisième position sur la liste SFIO-UDSR de Gaston Defferre dans la 1re circonscription des Bouches-du-Rhône. La liste socialiste a trois élus, deux au quotient et le troisième à la plus forte moyenne. Irène Laure devient l'une des premières femmes députées de l'histoire française. 
À l'Assemblée nationale constituante, Irène Laure devient membre de la Commission du travail et de la sécurité sociale, et membre de la Commission de la famille, de la population et de la santé publique. 
Aux élections du 2 juin 1946 (seconde Assemblée nationale Constituante), Irène Laure conserve sa troisième place sur la liste socialiste, mais n’est pas élue en raison de la progression d'une liste républicaine d'opposition (PRL et indépendants, de tendance gaulliste) qui obtient un siège. Cette situation se reproduit le 10 novembre 1946 (premières élections législatives de la IVe République).
Irène Laure ne se représente plus par la suite mais reste secrétaire générale du Comité national des femmes de la SFIO où elle met en place un vaste ensemble d'actions de solidarité.

### Résistance
Irène Laure s’engage dans la Résistance comme elle s’était engagée dans le service de santé pendant la Première Guerre mondiale, malgré le risque qu’elle fait courir à ses enfants. Ceux-ci souffriront très cruellement de malnutrition sous l’occupation. 
En mai 1944, elle organise une « marche de la faim » à Marseille. Afin d'éviter tout risque d'arrestation et d'internement des hommes, seules les femmes sont appelées à manifester. Le cortège qu’elle conduit depuis Aubagne marche 17 km pour arriver au point de rassemblement devant la Préfecture des Bouches-du-Rhône. Au total, 4 000 femmes de Marseille et d’Aubagne sont rassemblées place Saint-Ferréol pour demander des cartes de pain et de ravitaillement aux autorités. Irène Laure négocie directement avec le préfet qui la menace. 
Si Irène Laure échappe à toute arrestation malgré les risques qu’elle prend, son fils Louis est arrêté, détenu et torturé par la Gestapo.

### Caux

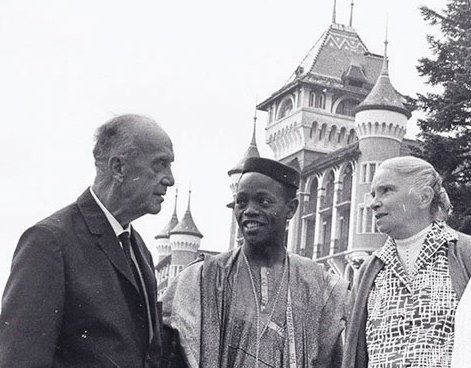
Irene Laure s'entretenant avec le professeur suisse Theophil Spoerri et un délégué africain à Caux.

En 1947, elle se rend à l’invitation de responsables du Réarmement moral, à Caux, centre de rencontres tout récemment ouvert par ce mouvement en Suisse. Elle aspire à contribuer à la reconstruction de l’Europe, mais la présence de nombreux Allemands la révolte. Elle reste ancrée dans l'esprit de son combat de résistante et surtout elle n’arrive pas à surmonter sa haine des Allemands étant donné les souffrances que ses enfants ont subies pendant la guerre. Interpellée sur sa vision d'avenir pour l'Europe - une Europe sans Allemagne -, elle va connaître un profond changement. Cela se décide, après plusieurs jours où elle refuse tout contact, au cours d’un repas qu'elle accepte de prendre avec Clarita von Trott zu Solz, veuve d’Adam von Trott, avocat berlinois résistant contre Hitler, arrêté et exécuté après l’attentat manqué contre Hitler du 20 juillet 1944. Clarita von Trott a été elle-même emprisonnée et ses enfants placés dans un pensionnat géré par la SS. Irène Laure lui parle longuement de son passé, de la Résistance et des souffrances dont elle a été témoin. Clarita von Trott raconte à son tour son histoire et ses souffrances et conclut : « Je me rends compte que nous n'avons pas assez résisté, que nous n'avons pas résisté à temps. À cause de nous, vous avez terriblement souffert. Pardonnez-nous, je vous en prie. » Irène Laure évoquant ce souvenir disait « Ce jour-là, je me suis sentie libre, libre comme je ne l'avais jamais été auparavant ». Le même jour, elle demande la parole dans une réunion plénière devant 500 personnes dont 100 Allemands. Elle parle de son passé de résistante, explique qu’elle ne peut rien oublier, mais qu’elle peut décider de pardonner, et conclut à la surprise générale par une demande de pardon envers les Allemands. L’impact sur les Allemands présents est énorme comme en témoigne l’ancien des jeunesses hitlériennes et ancien soldat (et futur député) allemand Peter Petersen : « J’étais bouleversé. Plusieurs nuits de suite, je ne pus pas dormir. Tout mon passé se révoltait contre le courage de cette femme […] Un jour, nous lui avons exprimé nos profonds regrets et notre honte de ce qu’elle-même et notre peuple avaient dû souffrir par notre faute. Nous lui avons promis de consacrer notre vie à travailler pour que ces choses ne puissent jamais se reproduire nulle part dans le monde. » 

### Tournées en Allemagne et à l’international
En février et mars 1949, Irène Laure se rend en Allemagne afin de propager son message de réconciliation. Pendant trois mois, elle répète près de deux cents fois ses excuses devant dix des onze parlements des Länder, devant les dirigeants des partis politiques et lors de grands meetings. À Berlin, elle déclare que sans oublier les souffrances du passé, elle sent que la haine nourrie par elle contre l'Allemagne a contribué à la division de l'Europe et qu'elle veut en demander pardon. Ce genre de déclaration reste difficile pour une ancienne résistante, mais chaque fois sa demande de pardon touche un grand nombre d’Allemands. Dans les années qui suivent, plusieurs centaines de personnalités politiques allemandes rencontrent leurs homologues français à Caux, en Suisse, ce qui permet d'amorcer la réconciliation. Le chancelier allemand Konrad Adenauer a déclaré en 1958 qu'Irène et son mari Victor sont le couple qui a fait le plus au cours des quinze dernières années pour construire l’unité entre deux pays ennemis depuis des siècles.

### Vie de famille
Irène Guelpa se marie civilement avec Victor Laure, un marin de la marine marchande, en 1920, « avec, pour voyage de noces, le congrès de Tours ». Ils sont en effet tous deux délégués par leur section respective du parti. Le congrès manque de les séparer, Victor Laure est en effet proche de Marcel Cachin et penche d’abord pour la majorité communiste, mais il se rallie finalement comme Irène à la SFIO. Ils ont cinq enfants. Irène Laure meurt le 4 juillet 1987 à La Ciotat.